# Bente Rogge
Bente Rogge (* 2. Oktober 1997 in Zaanstad) ist eine niederländische Wasserballspielerin. Sie war mit der niederländischen Nationalmannschaft Olympiadritte 2024, Weltmeisterschaftsdritte 2022, Weltmeisterin 2023 sowie Europameisterin 2018 und 2024.

## Sportliche Karriere
Bente Rogge studierte Biomedizin an der Arizona State University und spielte auch für deren Sportteam. In den Niederlanden spielt die 1,78 Meter große Defensivspielerin für ZV de Zaan aus Zaanstad. Bentes jüngere Schwester Lieke Rogge spielt ebenfalls Wasserball.
Bente Rogge war bereits 2014 bei der Jugendweltmeisterschaft dabei und belegte mit dem niederländischen Team den sechsten Platz. 2017 wurde sie Dritte bei der Juniorinnenweltmeisterschaft.
Seit 2018 spielt sie auch in der Nationalmannschaft. Bei der Europameisterschaft 2018 gewannen die Niederländerinnen im Halbfinale gegen die Ungarinnen und im Endspiel gegen die Griechinnen. Rogge warf im Turnierverlauf elf Tore. 2019 bei der Weltmeisterschaft in Gwangju wurden die Niederländerinnen Siebte.
2022 wurden die Niederländerinnen Dritte bei der Weltmeisterschaft in Budapest und Vierte bei der Europameisterschaft in Split. Bei der Weltmeisterschaft 2023 in Fukuoka bezwangen die Niederländerinnen im Halbfinale die Italienerinnen und im Finale die Spanierinnen. Beim Endstand von 12:12 wurde das Endspiel im Fünf-Meter-Schießen entschieden. Bente Rogge warf im Halbfinale ein Tor. Im Jahr darauf siegten die Niederländerinnen bei der Europameisterschaft in Eindhoven und wurden Fünfte bei der Weltmeisterschaft in Doha. Bei den Olympischen Spielen 2024 in Paris verloren die Niederländerinnen im Halbfinale nach Fünf-Meter-Schießen gegen die Spanierinnen. Im Spiel um den dritten Platz bezwangen die Niederländerinnen die Titelverteidigerinnen aus den Vereinigten Staaten. Bente Rogge erzielte im Spiel um Bronze einen Treffer.